# 위상 T-이중성
대수적 위상수학과 끈 이론에서 위상 T-이중성(영어: topological T-duality)은 끈 이론의 T-이중성의 일부를 포함하는 수학적 공식화이다. 이는 일반화 기하학과 뒤틀린 드람 코호몰로지와 뒤틀린 K이론의 동형을 정의하며, 이는 각각 NS-NS 배경장 · 라몽-라몽 장 · D-막의 대응 관계를 나타낸다.

## 정의
끈 이론의 T-이중성의 일부는 수학적으로 다음과 같이 공식화될 수 있다.
다음이 주어졌다고 하자.
- 매끄러운 다양체 {\displaystyle M}
- 자연수 {\displaystyle k}
- {\displaystyle k}차원 콤팩트 아벨 리 군 {\displaystyle T}, {\displaystyle T^{\vee }}
- {\displaystyle T}-주다발 {\displaystyle \pi \colon E\twoheadrightarrow M}
- {\displaystyle T^{\vee }}-주다발 {\displaystyle \pi ^{\vee }\colon E^{\vee }\twoheadrightarrow M}
- {\displaystyle E} 위의 3차 특이 코호몰로지류 {\displaystyle H\in \operatorname {H} ^{3}(E;\mathbb {Z} )}
- {\displaystyle E^{\vee }} 위의 3차 특이 코호몰로지류 {\displaystyle H^{\vee }\in \operatorname {H} ^{3}(E^{\vee };\mathbb {Z} )}

그렇다면, 올곱 {\displaystyle E\times _{M}E^{\vee }}를 정의할 수 있으며, 이에 대한 사영 사상
{\displaystyle \varpi \colon E\times _{M}E^{\vee }\twoheadrightarrow E}
{\displaystyle \varpi ^{\vee }\colon E\times _{M}E^{\vee }\twoheadrightarrow E^{\vee }}
을 정의할 수 있다. 만약
{\displaystyle \varpi ^{*}H=\varpi ^{\vee *}H^{\vee }\in \operatorname {H} ^{3}(E\times _{M}E^{\vee })}
라면, {\displaystyle (E,E^{\vee },H,H^{\vee })}를 서로 T-이중라고 한다.

## 성질

### 뒤틀린 드람 코호몰로지
T-이중 공간 {\displaystyle (E,H,E^{\vee },H^{\vee },M)}이 주어졌다고 하자. 그렇다면, 양쪽에 뒤틀린 드람 코호몰로지롤 정의할 수 있으며, 양쪽의 뒤틀린 드람 코호몰로지는 다음과 같이 서로 표준적으로 동형이다.:Theorem 3.1
{\displaystyle \operatorname {H} _{H}^{i}(E)\cong \operatorname {H} _{H^{\vee }}^{i+1}(E^{\vee })\qquad (i\in \{2\mathbb {Z} ,1+2\mathbb {Z} \})}
이는 ⅡA 초끈 이론과 ⅡB 초끈 이론의 라몽-라몽 장 사이의 관계를 나타낸다.

### 뒤틀린 K이론
T-이중 공간 {\displaystyle (E,H,E^{\vee },H^{\vee },M)}이 주어졌다고 하자. 그렇다면, 양쪽에 뒤틀린 K이론
{\displaystyle \operatorname {K} _{H}^{i}(E)\qquad (i\in \{2\mathbb {Z} ,1+2\mathbb {Z} \})}
{\displaystyle \operatorname {K} _{H^{\vee }}^{i}(E^{\vee })\qquad (i\in \{2\mathbb {Z} ,1+2\mathbb {Z} \})}
을 정의할 수 있다. 이 경우, 마찬가지로 양쪽의 뒤틀린 K이론 사이의 표준적인 동형이 존재한다.
{\displaystyle \operatorname {K} _{H}^{i}(E)\cong \operatorname {K} _{H^{\vee }}^{i+1}(E^{\vee })\qquad (i\in \{2\mathbb {Z} ,1+2\mathbb {Z} \})}
뒤틀린 K이론은 캘브-라몽 장이 존재하는 시공간의 D-막을 분류하므로, 이는 ⅡA 초끈 이론과 ⅡB 초끈 이론의 D-막 사이의 관계를 나타낸다.

### 기하학적 구조
T-이중 공간 {\displaystyle (E,H,E^{\vee },H^{\vee },M)}이 주어졌다고 하자. 그렇다면, 양쪽에 쿠런트 준대수를 정의할 수 있으며, 이는 서로 동형이다. 이에 따라, 쿠런트 준대수의 구조만으로 정의되는 모든 기하학적 구조의 모듈러스 공간은 양쪽에서 서로 동형이다. 특히, 표준적인 동형 사상
{\displaystyle (\mathrm {T} E\oplus \mathrm {T} ^{*}E)/T\cong (\mathrm {T} E^{\vee }\oplus \mathrm {T} ^{*}E^{\vee })/T^{\vee }}
에 따라서, {\displaystyle E} 위의 일반화 복소구조는 {\displaystyle E^{\vee }} 위의 일반화 복소구조와 일대일 대응한다.
마찬가지로, 일반화 리만 계량(=NS-NS 배경장) 및 일반화 켈러 다양체 구조의 모듈러스 공간 역시 양쪽에서 일대일 대응한다.

## 예
3차원 초구는 2차원 구 위의 U(1) 주다발을 이룬다 (호프 올다발).
{\displaystyle \mathbb {S} ^{1}\hookrightarrow \mathbb {S} ^{3}\twoheadrightarrow \mathbb {S} ^{2}}
만약 {\displaystyle \mathbb {S} ^{3}} 위에 아무런 캘브-라몽 장세기가 없다면 {\displaystyle H=0}, 이에 대응되는 T-이중 원다발은 자명한 위상을 가지지만 한 단위의 캘브-라몽 장세기를 갖는다. 즉, 이는 {\displaystyle \mathbb {S} ^{2}\times \mathbb {S} ^{1}}이며, {\displaystyle H\in \operatorname {H} ^{3}(\mathbb {S} ^{2}\times \mathbb {S} ^{1};\mathbb {Z} )}은 무한 순환군의 생성원이다.
만약 {\displaystyle \mathbb {S} ^{3}} 위에 한 단위의 캘브-라몽 장세기가 주어졌다면 {\displaystyle H=0}, 이는 스스로와 T-이중이다.